# Gare de Sévérac-le-Château
Gare de Sévérac-le-Château vasútállomás Franciaországban, Sévérac-le-Château településen.

## Vasútvonalak
Az állomást az alábbi vasútvonalak érintik:
- Béziers-Neussargues-vasútvonal
- Sévérac-le-Château-Rodez-vasútvonal

## Kapcsolódó állomások
A vasútállomáshoz az alábbi állomások vannak a legközelebb:
- Gare de Millau
- Gare de Campagnac - Saint-Geniez
- Gare de Laissac